# Делфт, Якоб Виллемс Младший
Якоб Виллемс Делфт или Делф (нидерл. Willem Jacobsz Delff, Delfus или Delphius; 15 сентября 1580, Делфт — 11 апреля 1638, Делфт) — голландский живописец, рисовальщик и гравёр Золотого века Нидерландов.

## Биография
Представитель известной голландской семьи художников. Младший сын живописца Якоба Виллемса Делфта, который стал его первым учителем. Два его старших брата также были художниками: Корнелис Якобс (около 1571—1643), стал мастером натюрморта; второй брат, Рохус (около 1572—1617) был портретистом.
Всех трёх братьев обучал их отец. Якоб Виллемс был женат на дочери художника-портретиста Михила Янса ван Миревелта. Его сын, известный как Якоб Виллемс Делфф Второй, или Младший, также занимался живописью.
Якоб Виллемс изучал искусство гравюры под руководством Хендрика Гольциуса. С 1613 года состоял членом Гильдии Святого Луки в Делфте. Он является автором ряда гравированных портретов участников Тридцатилетней войны, в том числе, короля Швеции Густава II Адольфа и многих представителей Оранской династии, гравировал картины Адриана Ван де Венне и Михила Янса ван Миревелта.

## Гравюры Якоба Виллемса Делфта

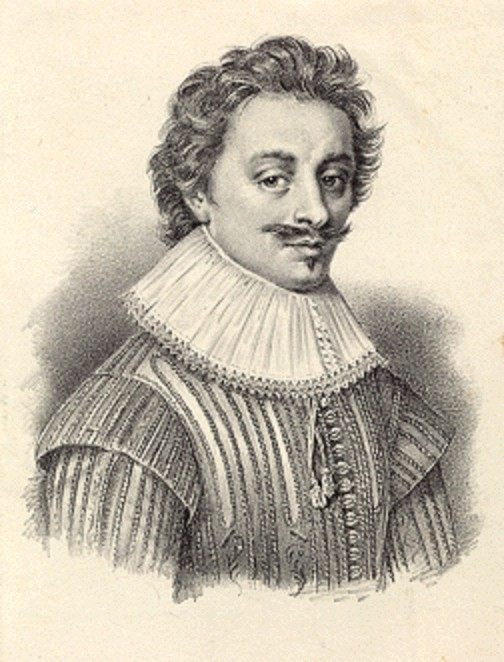
Портрет Константейна Хёйгенса. 1623. Fdnjuhfabz
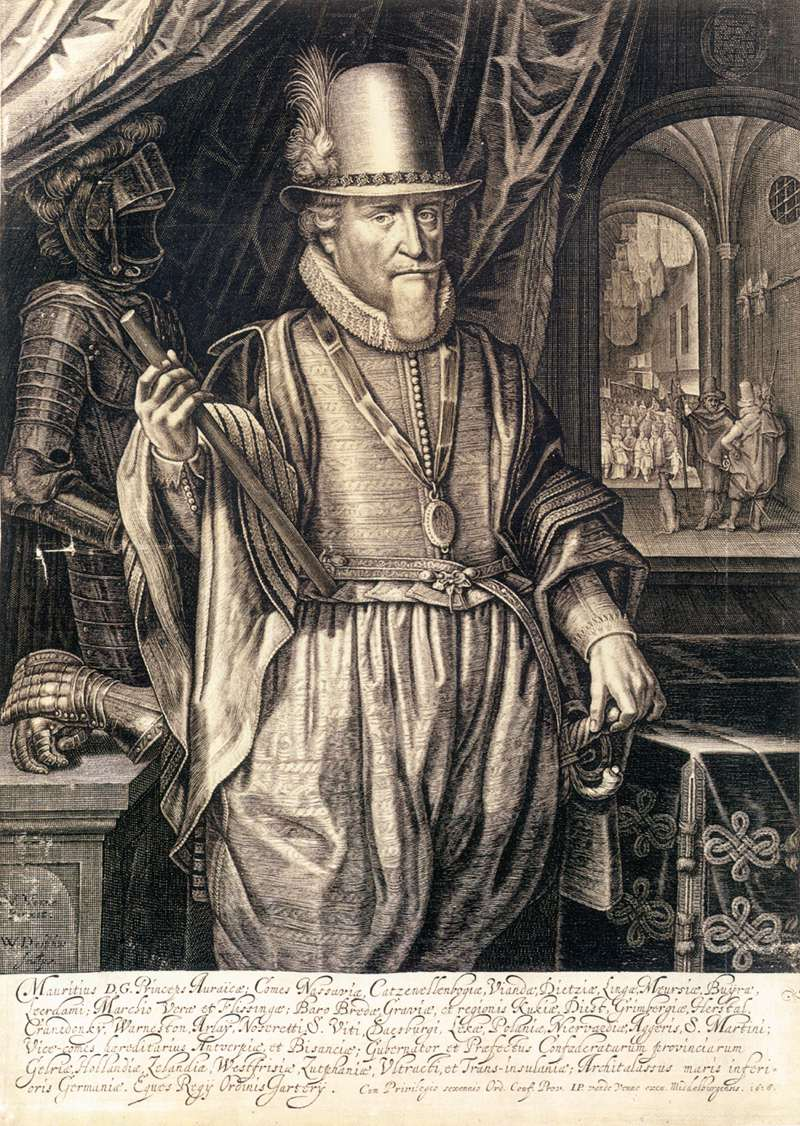
Портрет принца Морица Оранского. 1619. Офорт, резец. Печать на шёлке. Частное собрание
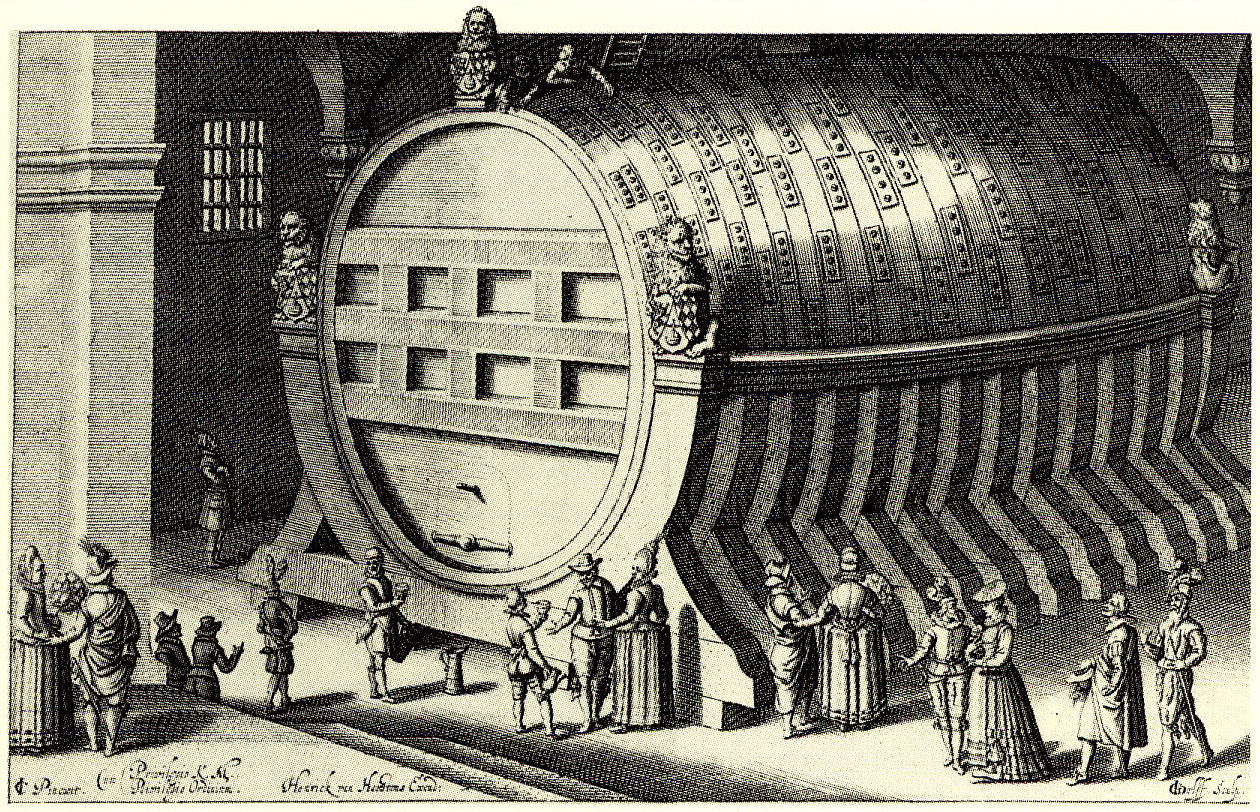
Гейдельбергская бочка. 1608. Офорт. Рейксмюсеум, Амстердам
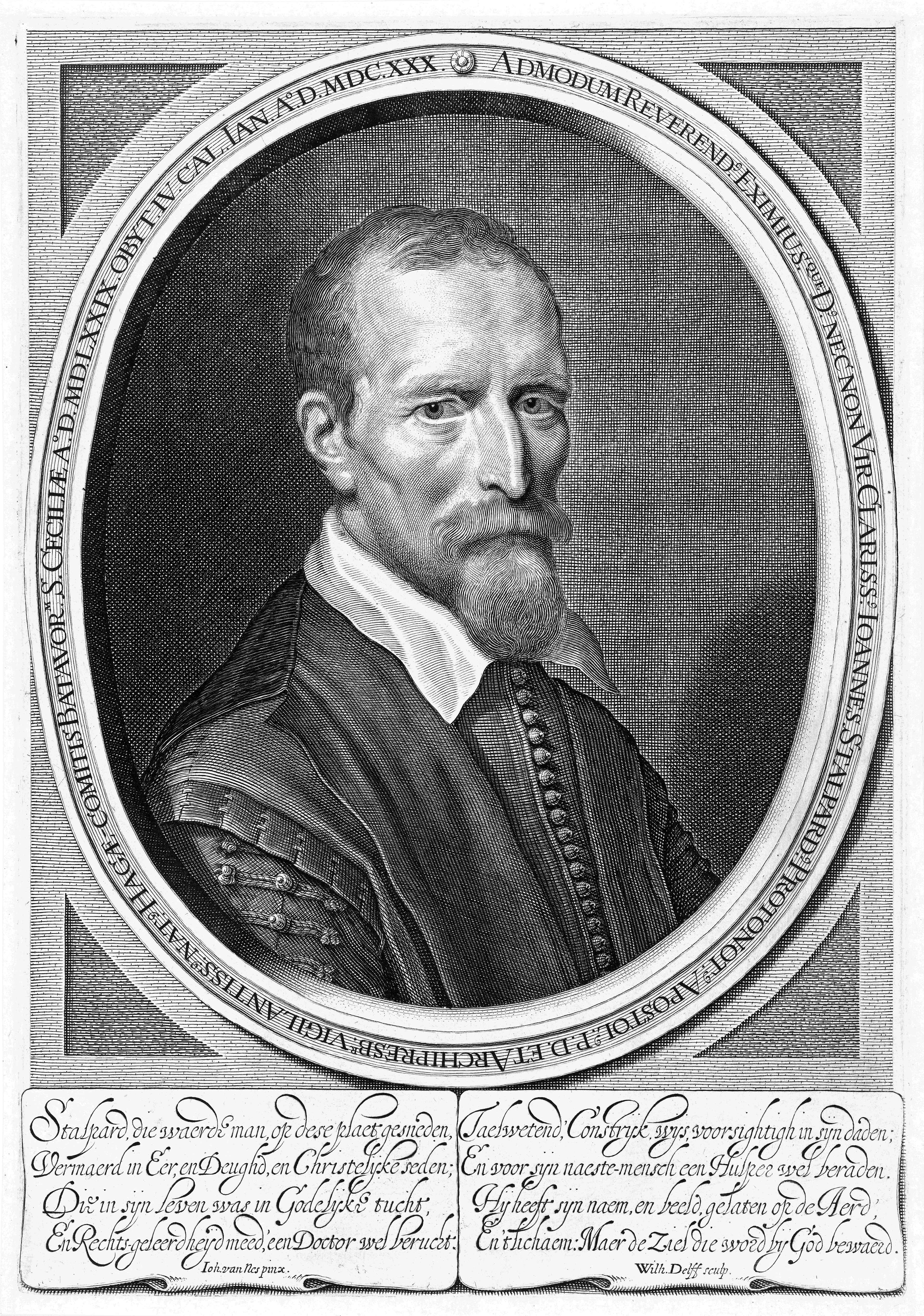
Портрет Йоханнеса Стальпарта ван дер Виле. 1630. Офорт. Рейксмюсеум, Амстердам
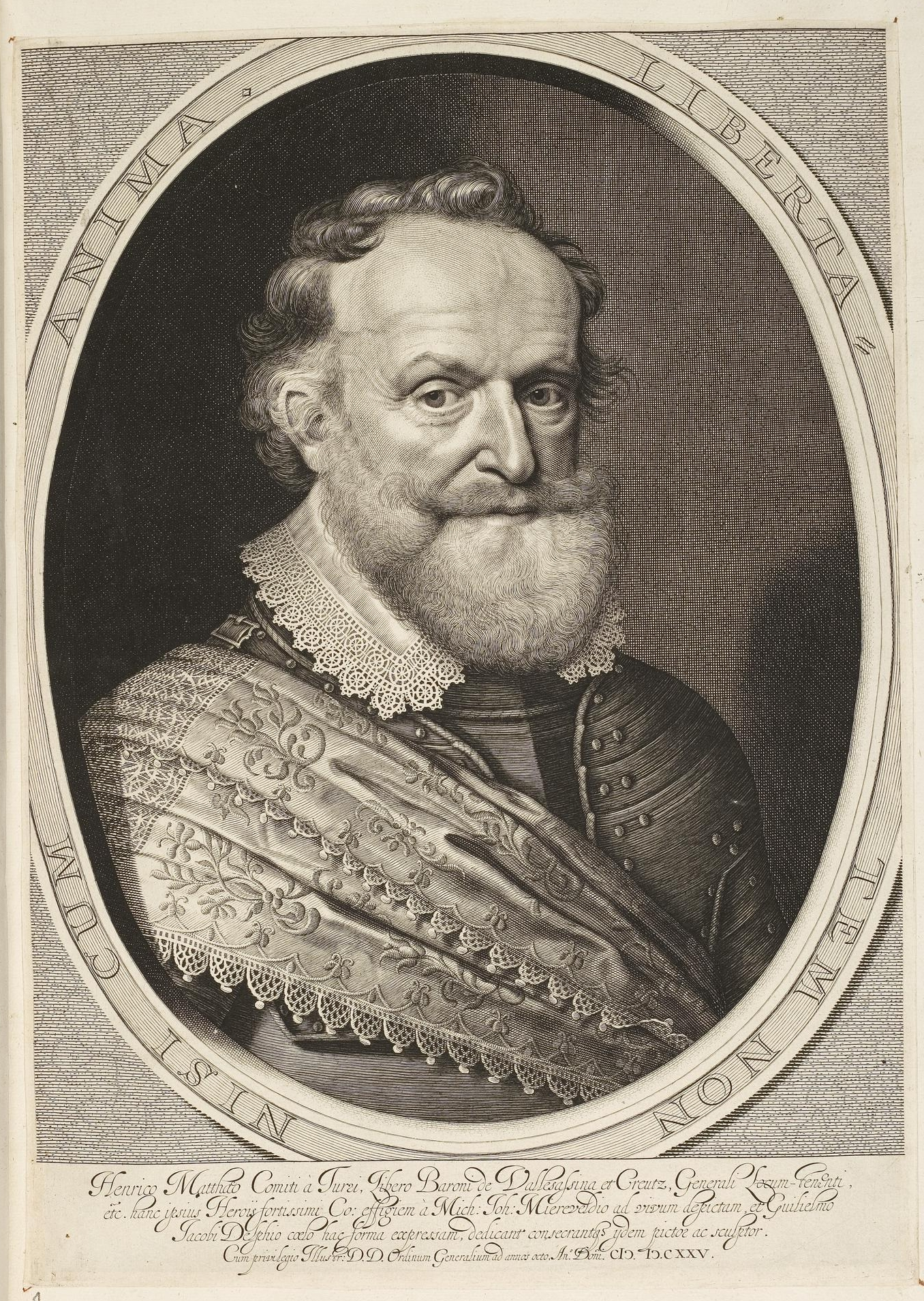
Генрих Матиас фон Турн, один из главных лидеров богемского восстания против Фердинанда II. 1625. Офорт
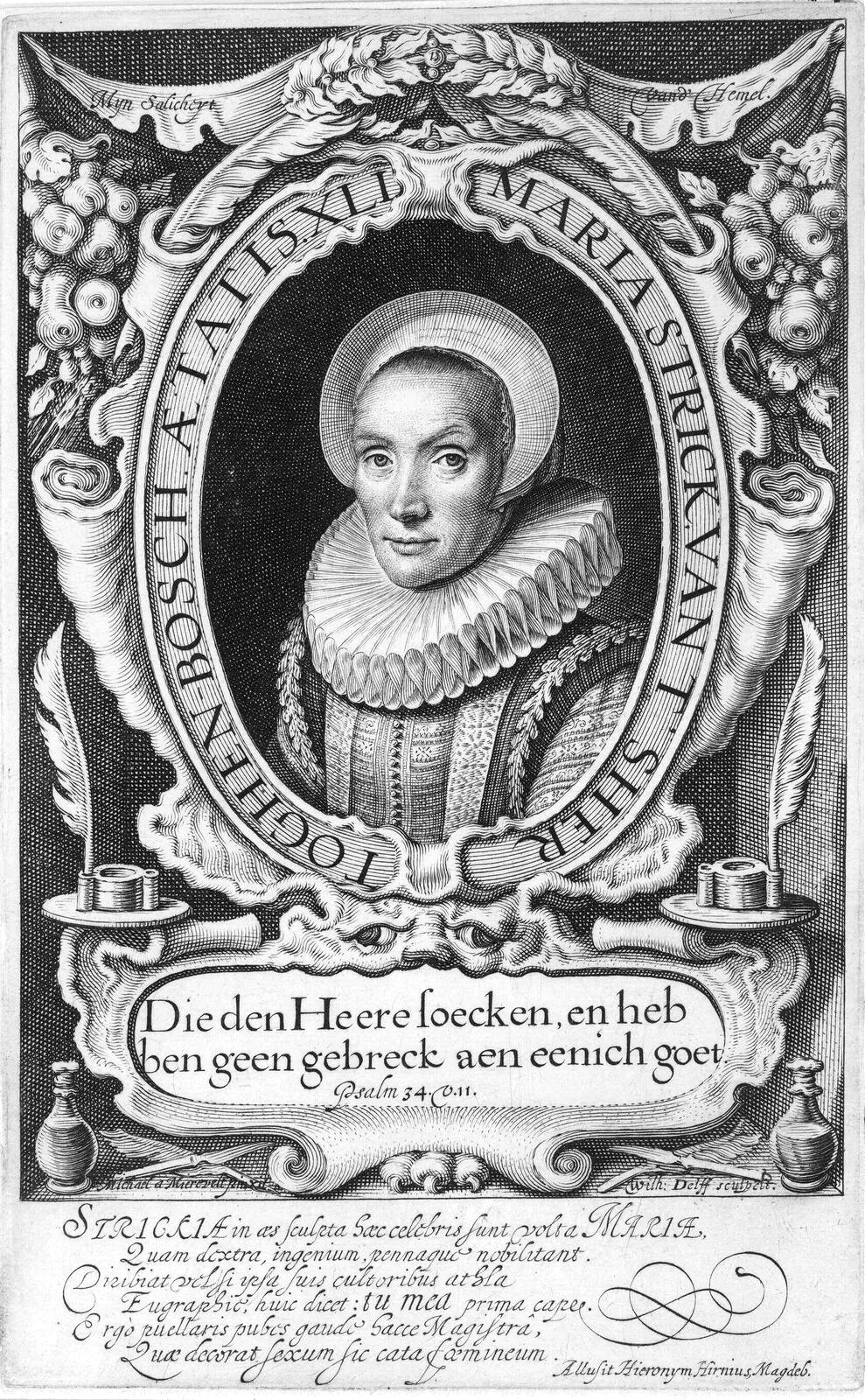
Мария Стрик. 1618. Офорт. Музей Бойманса — ван Бёнингена, Роттердам